# NGC 1666
NGC 1666 (другие обозначения — MCG -1-13-10, NPM1G -06.0173, PGC 16057) — линзовидная галактика в созвездии Эридан.
В галактике наблюдается много молодых звёздных скоплений, но звездообразование практически отсутствует.  NGC 1666 возможно является примером не линзовидной, а пассивной спиральной галактики.
Этот объект входит в число перечисленных в оригинальной редакции «Нового общего каталога».